# Río Santa María (Bahía Inútil)
El río Santa María es un curso natural de agua que desemboca en el norte de la bahía Inútil, en la isla Grande de Tierra del Fuego.

## Historia
Luis Risopatrón lo describe en su Diccionario Jeográfico de Chile de 1924:: 826 
Santa María (Rio) 53° 23' 70° 17' Es de aguas amarillentas, qué serpentean ruidosamente en el fondo de la quebrada limitada por altas barrancas, recorre un manto aurífero, aunque poco potente, del que se ha lavado oro i se dirije hacia el W i SW, para váciarse en Los Boquerones, entre los cabos Monmouth i Boquerón,' de la isla Grande de Tierra del Fuego; se ha descubierto mantos carboníferos en su hoya. 61, CXLII, p. 173; 122, p. xxvii; 15.1, viii, p. 78; i 156; i de Los Lavaderos en 1, xi, p. 258 i carta de Bertrand (1885); i 81, p. 8 i 9 (Wieghardt, 1904).